# Парке (станция метро)
«Па́рке» (порт. Parque — Парк) — станция Лиссабонского метрополитена. Одна из первых одиннадцати станций метро в Лиссабоне. Находится в центральной части города. Расположена на Синей линии (Линии Чайки) между станциями «Сан-Себаштиан» и «Маркеш-ди-Помбал». Открыта 29 декабря 1959 года. Название связано с парком Эдуарда VII (порт. Parque Eduardo VII), вблизи которого расположена станция.

## История и архитектура
Изначальный облик станции был такой же, как и у остальных первых станций Лиссабона. Архитектор — Франсишку Кейл ду Амарал, художник — Мария Кейл. Станционные стены были украшены расписной плиткой — азулежу.
В 1994 году станция была полностью реконструирована. Работа была поручена художникам Франсуаз Шэн, Федерике Матта и архитектору Карлушу Саншешу Жоржи. В новом оформлении станции присутствовали две темы — португальские колониальные экспедиции и права человека. Помимо росписи на стенах, на станции так же были установлены декоративные деревянные скульптуры.
В 1995 году в наземном вестибюле был установлен памятник генеральному консулу Португалии Аристидешу де Соуза Мендешу, знаменитому борцу за права человека, спасшему во время Второй Мировой войны около 30 тысяч беженцев, среди которых около 12 тысяч были евреями.
К настоящему времени станцию оборудовали лифтами для людей с ограниченными возможностями.

## Галерея

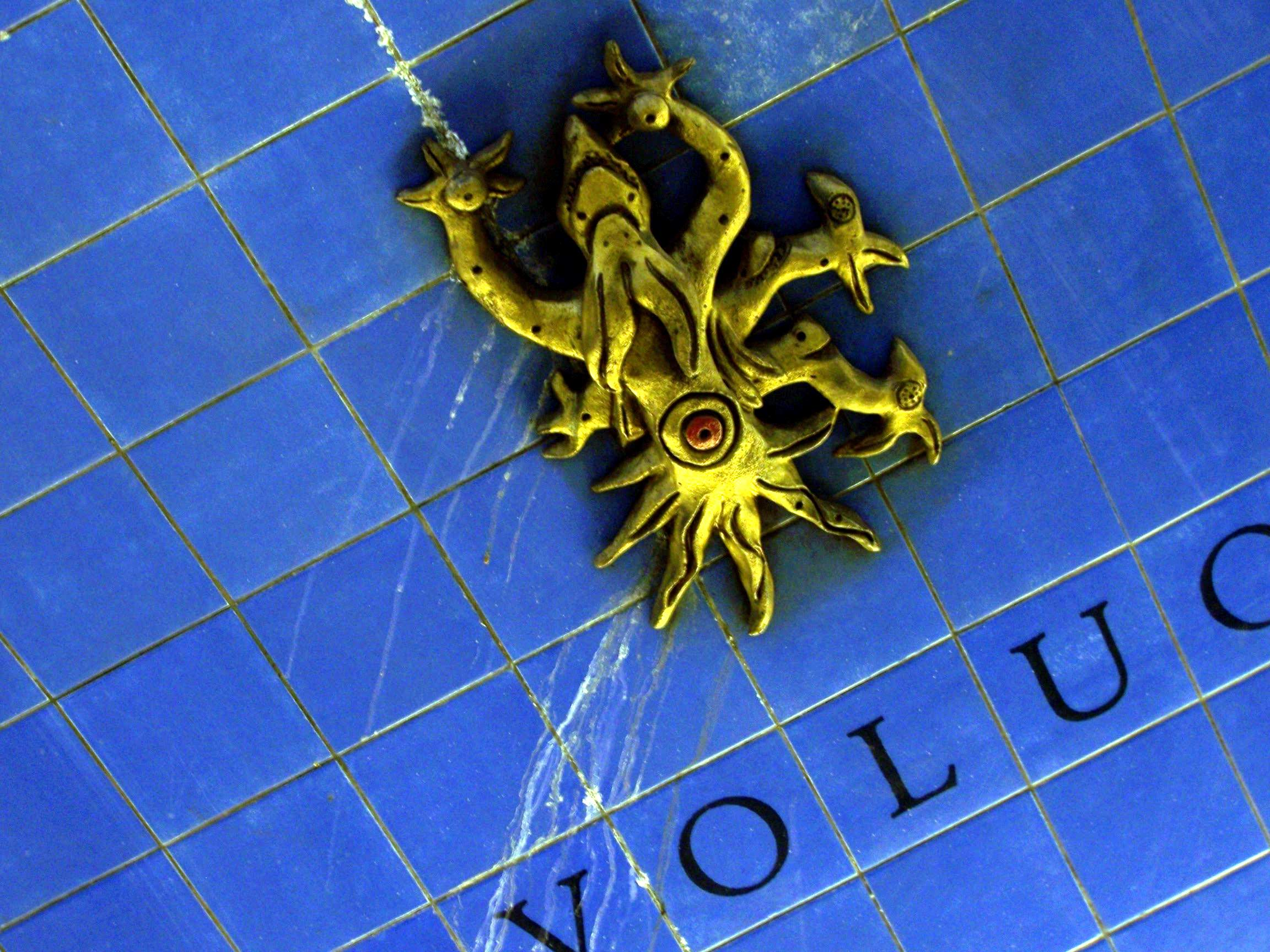
Скульптура неведомого животного из рассказов португальских конкистадоров
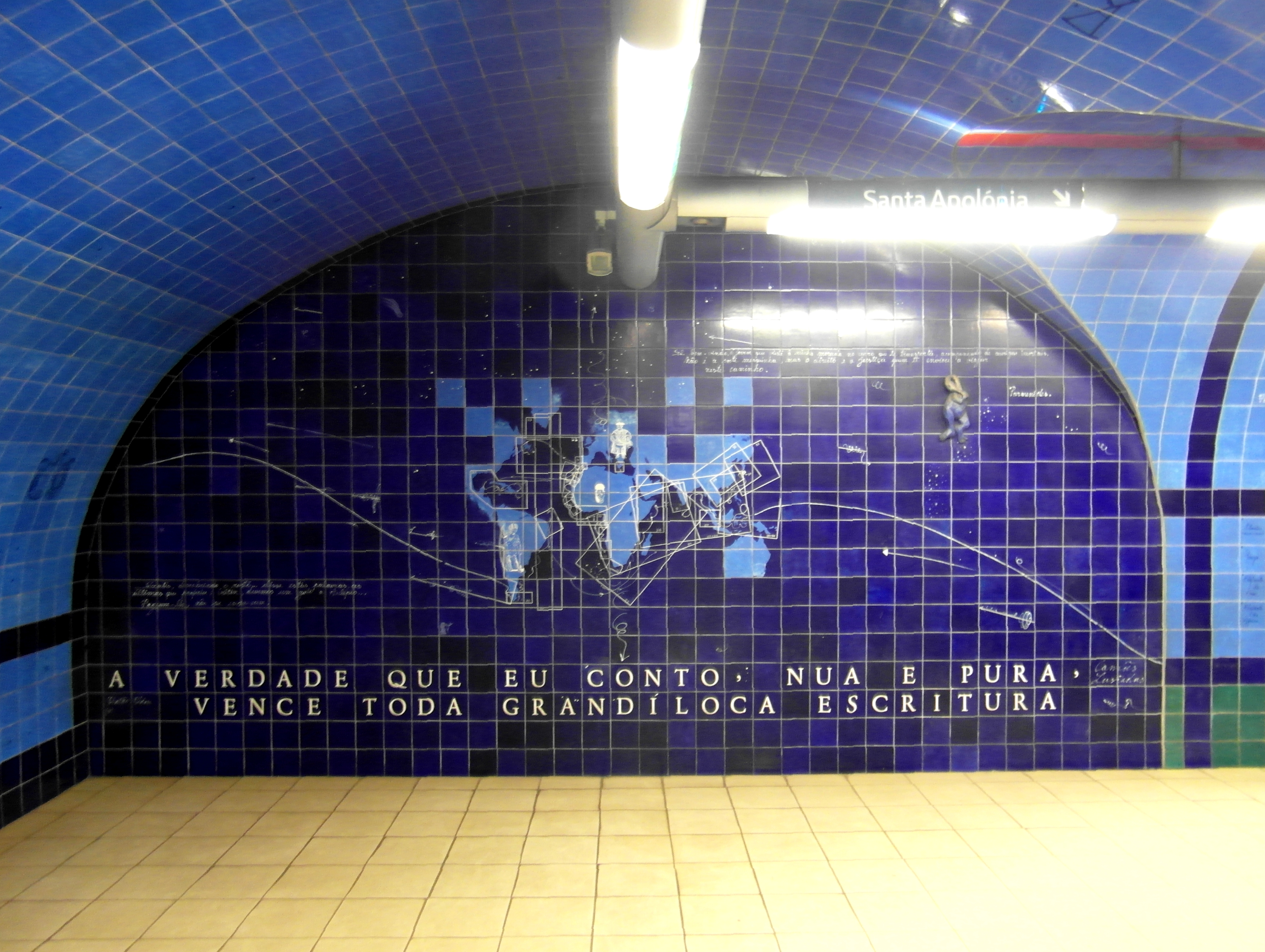
Художественная композиция
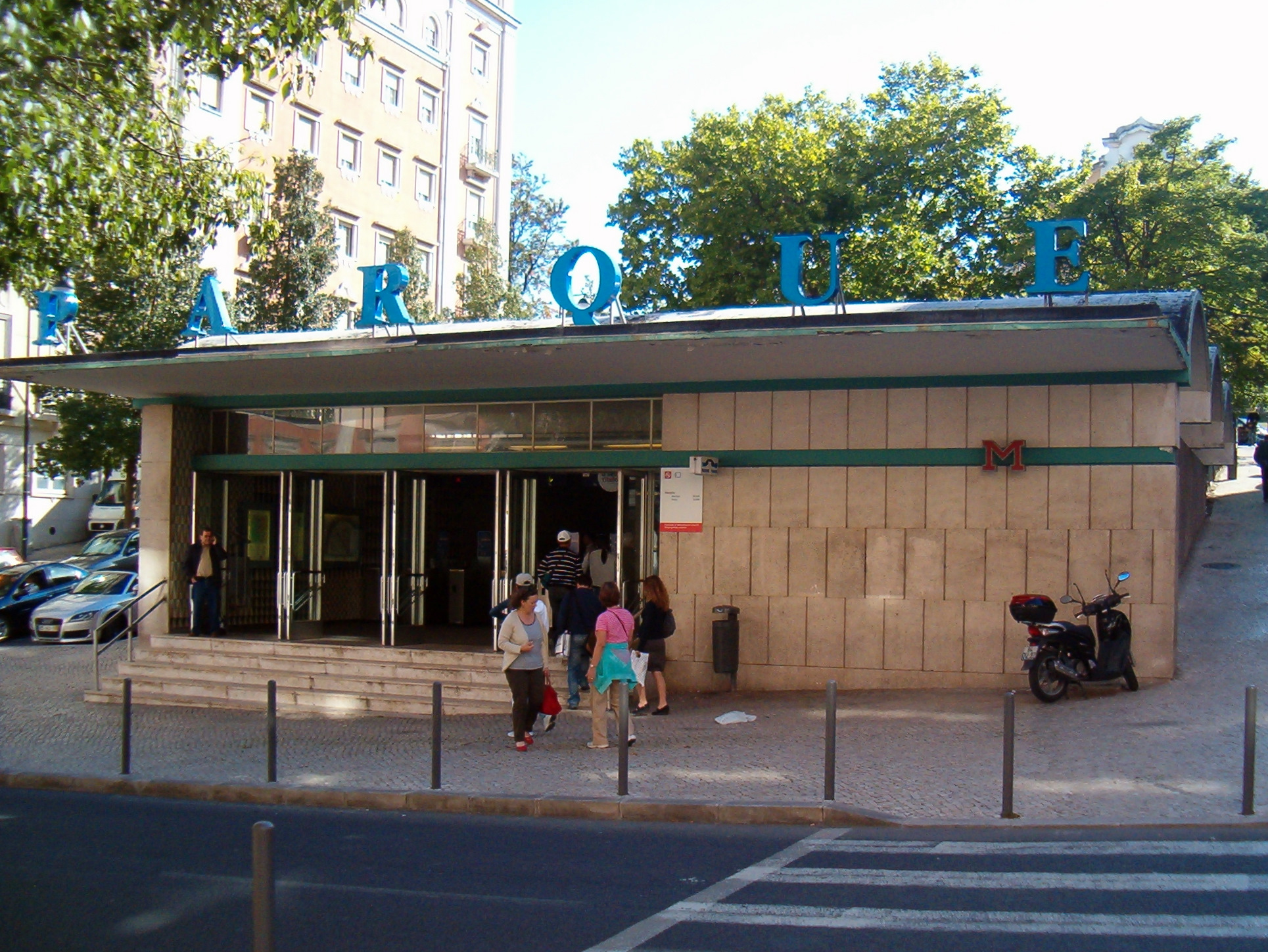
Внешний вид наземного вестибюля
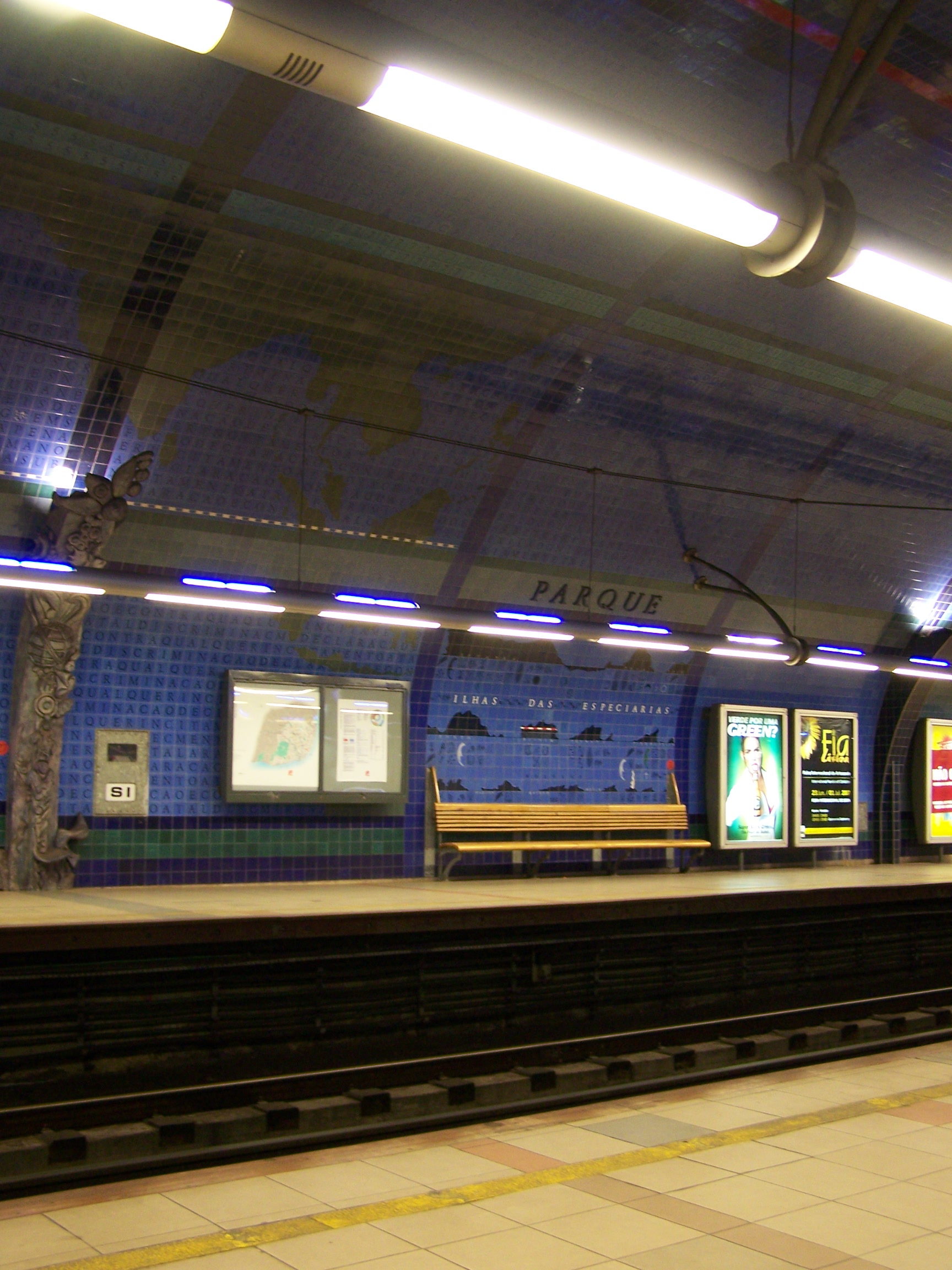
Посадочная платформа